# Le Damné (série télévisée)
Pour les articles homonymes, voir Le Damné et Brimstone.
Le Damné (Brimstone, litt. « soufre » en anglais) est une série télévisée américaine en treize épisodes de 45 minutes, créée par Ethan Reiff et Cyrus Voris (en) et diffusée entre le 23 octobre 1998 et le 12 février 1999 sur le réseau Fox.
En France, la série a été diffusée entre le 26 novembre 1999 et le 11 février 2000 sur Série Club, et rediffusée sur les chaînes cinéma de TPS, et au Québec à partir d'octobre 2006 sur Mystère.

## Synopsis
Ezekiel Stone, dit Zeke, est inspecteur dans la police de New York. En 1983, son épouse, Rosalyn, est violée ; lorsqu'il l'apprend, il enquête sur cette affaire et finit par retrouver et arrêter le coupable, Gilbert Jax. Pourtant celui-ci n'est pas condamné, si bien que Stone, furieux, l'assassine de sang-froid, sans qu'il ne soit inquiété pour cet acte.
Deux mois plus tard, Stone lui-même est également tué dans un événement sans lien. Envoyé en enfer en raison du meurtre de Jax, il y reste quinze ans, jusqu'à ce que le Diable lui propose un marché : il lui offre la rédemption à condition qu'il retourne sur Terre et lui ramène 113 âmes damnées échappées de l'enfer. Pour ce faire, il doit les traquer et détruire leurs yeux, considérés dans la série comme « la fenêtre de l'âme ».
Il porte sur son corps des tatouages qui correspondent aux noms ou à des dessins des 113 âmes qui se sont échappées. Quand Stone renvoie une âme en Enfer, un tatouage disparaît, lui infligeant une douleur importante.

## Distribution

### Acteurs principaux
- Peter Horton (VF : Emmanuel Karsen) : Ezekiel « Zeke » Stone
- John Glover (VF : Pierre Dourlens) : Le Diable

### Acteurs récurrents et invités
- Lori Petty (VF : Catherine Desplaces) : Maxine (7 épisodes)
- Teri Polo (VF : Virginie Mery) : Inspecteur Ash (6 épisodes)
- Albert Hall : Père Cletus Horn (4 épisodes)
- Scott Lawrence (en) : Lieutenant Fraker (4 épisodes)
- Stacy Haiduk : Rosalyn Stone (3 épisodes)
- David Proval (VF : Olivier Destrez) : Harry (épisode 4)
- Michelle Forbes (VF : Martine Irzenski) : Assistant D.A. Julia Trent (épisode 6)
- Mark Valley (VF : Constantin Pappas) : Barry Ceneazo (épisode 13)

 Source et légende : version française (VF) sur RS Doublage

## Épisodes
Lors de leur première diffusion, les épisodes n'ont pas été diffusés dans le bon ordre. Par exemple, l'épisode Poème a été tourné en tant qu'épisode 2, mais il a été diffusé en tant qu'épisode 5.
| No | Titre                           | Réalisateur                 | Scénariste                                   | Diffusion originale | Code de prod. |
| -- | ------------------------------- | --------------------------- | -------------------------------------------- | ------------------- | ------------- |
| 1  | L'Enfer sur Terre Altar Boys    | Félix Enríquez Alcalá       | Ethan Reiff et Cyrus Voris (en)              | 23 octobre 1998     | 196646        |
| 2  | Fournaise Heat                  | Jesús Salvador Treviño (en) | Janis Diamond                                | 30 octobre 1998     | 467452        |
| 3  | Rebelote Encore                 | Félix Enríquez Alcalá       | Scott A. Williams                            | 6 novembre 1998     | 467453        |
| 4  | Repentir Repentance             | Terrence O'Hara             | Fred Golan (en)                              | 13 novembre 1998    | 467455        |
| 5  | Poème Poem                      | Félix Enríquez Alcalá       | Ethan Reiff et Cyrus Voris                   | 20 novembre 1998    | 467451        |
| 6  | Le Bourreau Executioner         | Dan Lerner                  | Fred Golan et Scott A. Williams              | 4 décembre 1998     | 467456        |
| 7  | L'Exterminateur Slayer          | Vern Gillum                 | Ethan Reiff, Cyrus Voris et Angel Dean Lopez | 11 décembre 1998    | 467454        |
| 8  | Cendres Ashes                   | Larry Carroll (en)          | Angel Dean Lopez                             | 18 décembre 1998    | 467457        |
| 9  | Les Amants Lovers               | John Kretchmer (en)         | Chris Bertolet                               | 8 janvier 1999      | 467458        |
| 10 | Baiser mortel Carrier           | Jesús Salvador Treviño      | Janis Diamond                                | 15 janvier 1999     | 467459        |
| 11 | Volte-face Faces                | Larry Carroll               | Fred Golan                                   | 29 janvier 1999     | 467461        |
| 12 | Satanée vie It's a Helluva Life | Félix Enríquez Alcalá       | Janis Diamond et Scott A. Williams           | 5 février 1999      | 467460        |
| 13 | Ainsi soit-il Mourning After    | Dan Lerner                  | Angel Dean Lopez, Cyrus Voris et Ethan Reiff | 12 février 1999     | 467462        |

## Diffusion
Malgré ses qualités (références religieuses et littéraires, réflexion sur le Bien et le Mal, la vie et la mort…), cette série, qui n'a pas trouvé un public suffisant pour être maintenue à l'antenne, s'est arrêtée après treize épisodes seulement.
Cependant, huit ans plus tard, en 2007, une série au scénario similaire quoiqu'un peu plus légère, Le Diable et moi (Reaper), est diffusée sur The CW.
Aux États-Unis, la série a été rediffusée sur Sci Fi Channel à partir du 3 décembre 1999 jusqu'en novembre 2002, ainsi que sur Chiller (en) à partir du 28 juillet 2007.